# Строїнці (Рибницький район)
Строїнці (рос. Строенцы; рум. Stroiești) — село в Рибницькому районі в Молдові (Придністров'ї). Село розташоване на лівому березі Дністра, на межі з Кам'янським районом. В селі діє православна церква Святого Архангела Михаїла.
Згідно з переписом населення 2004 року кількість українців — 5,1%.